# Вандерсон
Вандерсон Масіел Соуза Кампос (порт. Wanderson Maciel Sousa Campos, нар. 7 жовтня 1994, Сан-Луїс) — бразильський футболіст, нападник клубу «Краснодар».
Виступав, зокрема, за клуби «Жерміналь-Беєрсхот», «Хетафе» та «Ред Булл».

## Ігрова кар'єра
Народився 7 жовтня 1994 року в місті Сан-Луїс. Вихованець юнацьких команд нідерландського «Аякса» та бельгійського «Жерміналь-Беєрсхота».
У дорослому футболі дебютував 2012 року виступами за команду «Жерміналь-Беєрсхот», в якій провів один сезон, взявши участь у 7 матчах чемпіонату. 
Протягом 2013—2015 років захищав кольори команди клубу «Льєрс».
Своєю грою за останню команду привернув увагу представників тренерського штабу іспанського «Хетафе», до складу якого приєднався 2015 року. Відіграв за клуб з Хетафе наступний сезон своєї ігрової кар'єри.
2016 року уклав контракт з австрійським «Ред Буллом», у складі якого провів наступний рік своєї кар'єри гравця. 
26 червня 2017 року уклав п'ятирічний контракт з російським «Краснодаром».